# Ратуша промислова (Калуш)
Промислова ратуша — історична пам'ятка місцевого значення в Україні в м. Калуш, Івано-Франківська область.

## Історія
Промислова ратуша у Калуші — складова частина адміністративного будинку приватного підприємства з експлуатації запасів калійних солей, яке було створено у місті у 1867 році. Його засновниками були граф А. Потоцький та підприємці Б. Маргунес і В. Офельгальм. Ратуша представляла собою двоповерхову будівлю з фронтоном, увінчаною квадратною вежею з шатровим завершенням і годинником. Годинник на ратуші у 1903-му році встановила фірма Міхала Мєсовича.
На той час у місті під егідою австрійського уряду було засновано приватне акціонерне підприємство «Калі», що розпочало діяльність у 1909 р. Директором спілки був інженер С. Маєвський.  

## Сучасний стан

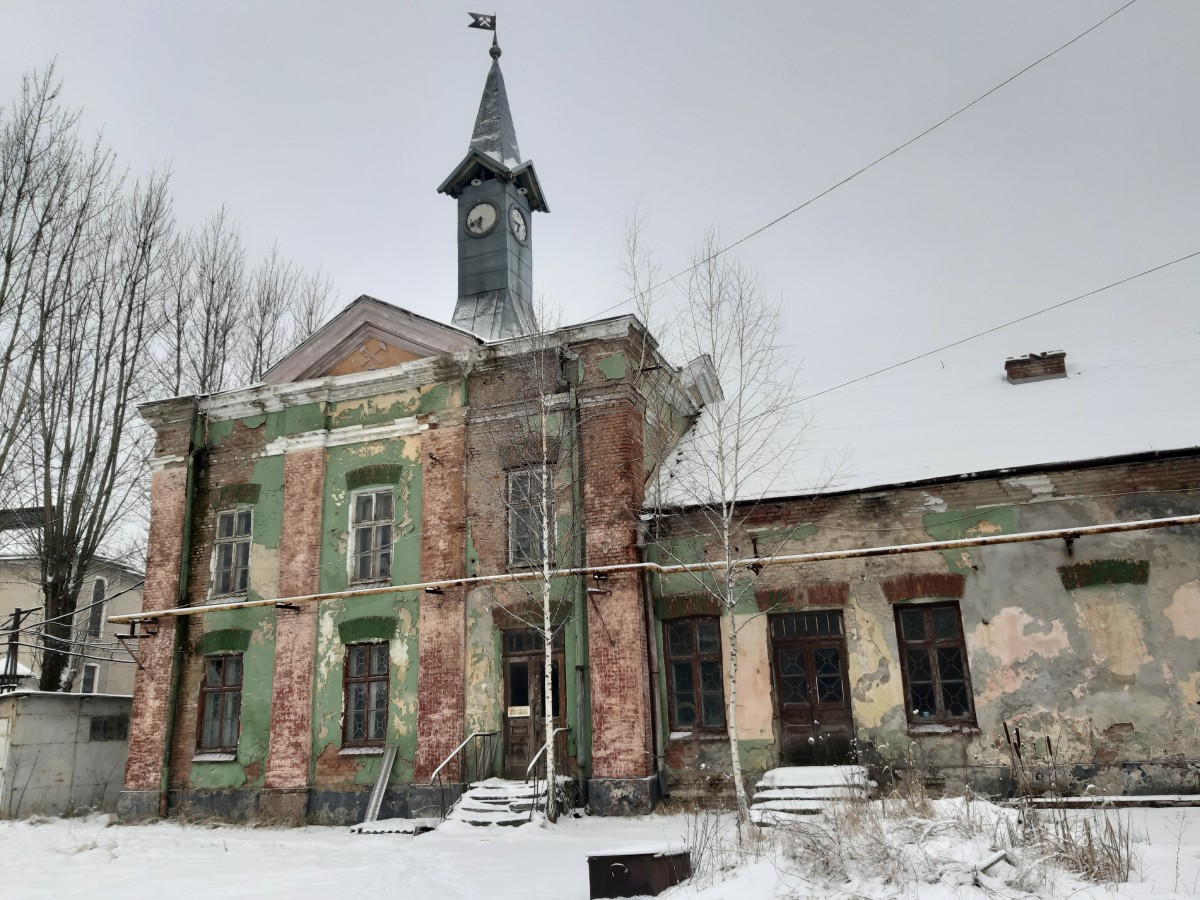
Ратуша

Зараз[коли?] приміщення ратуші належить підприємству «Оріана», а земельна ділянка під ним — міській раді.
7 квітня 2021 р. — почався проєкт по реставрації ратуші.